# Fyre Festival
Fyre Festival — мероприятие, изначально позиционированное как «роскошный музыкальный фестиваль», в реальности оказавшееся крупным мошенничеством. Организаторами фестиваля выступили Билли Макфарланд (Billy McFarland), генеральный директор компании Fyre Media Inc и рэпер Джеффри «Ja Rule» Аткинс. Фестиваль должен был проходить 28—30 апреля и 5—7 мая 2017 года на одном из Багамских островов в районе Эксума. Предполагаемая численность гостей — 6000 человек. Фестиваль активно рекламировали звёзды шоу-бизнеса и прочие «инфлюенсеры» (популярные пользователи соцсетей), благодаря чему большая часть билетов, стоимость которых составляла 1500$ и более, была распродана в первые 48 часов.
Из-за крайне непродуманной подготовки к мероприятию, плохой организации, срыва сроков строительства и обустройства территории острова Fyre Festival обернулся катастрофическим провалом. В СМИ несостоявшееся мероприятие прозвали «худшим музыкальным фестивалем в истории».
Ютуб-канал Internet Historian подробно рассказал об этом событии.

## Подготовка
Музыкальный фестиваль Fyre был анонсирован в декабре 2016 года. Организаторы позиционировали свое мероприятие как аналог фестиваля Коачелла, но для более модных. Предполагались выступления популярных исполнителей Blink-182, GOOD Music, Skepta, Disclosure, Migos, Major Lazer и Lil Yachty. Помимо музыкальной программы посетителям обещали высококлассное обслуживание, комфортное размещение и еду высшего качества, соответствующие уровню элитных пляжных курортов. Билеты на острова стоили от 1500 до 400 000 долларов (за максимальную сумму продавался VIP-билет для восьми человек с размещением в Доме Артиста, где также должен был присутствовать один из музыкантов, выступающих на фестивале).
Продвижением занималась медиакомпания Jerry Media. В промо-роликах снялись модели Белла Хадид, Эмили Ратаковски и Хейли Болдуин. Фестиваль активно рекламировали и поддерживали знаменитости и «инфлюенсеры»; как выяснилось позже, организаторы заплатили многим из них за пиар или пообещали всевозможные бонусы при посещении Fyre. Супермодель Кендалл Дженнер получила 250 000 долларов за пост в виде оранжевого квадрата с тегом аккаунта фестиваля. Благодаря широкой пиар-кампании, осуществляемой главным образом через Instagram, все билеты были раскуплены в короткие сроки.

## Условия на острове
Рано утром 27 апреля на острове Большой Эксума прошёл сильный ливень, который промочил палатки и матрасы, разложенные на открытом воздухе для гостей, прибывших позже. Большинство предполагаемых посетителей фестиваля уже накануне понимали, что мероприятие вряд ли будет отвечать заявленному качеству, и отменили поездку. Рок-группа Blink-182 сообщила в своём Твиттере, что отказывается от выступления на фестивале, объяснив это отсутствием на острове всего необходимого для проведения качественного выступления. Тем не менее несколько сотен энтузиастов прибыли на остров. Первые рейсы в аэропорт Эксума приземлились в 6:20 утра. Первых прибывших привезли на «импровизированную пляжную вечеринку» в пляжном ресторане, где они пили алкоголь и ждали около шести часов, в то время как на месте проведения фестиваля продолжались бурные приготовления. Прибывших позднее доставили непосредственно на место, где стало очевидно истинное положение вещей.

## В культуре
По мотивам произошедших событий в 2019 году были сняты два документальных фильма: «FYRE: Величайшая вечеринка, которая не состоялась» (англ. FYRE: The Greatest Party That Never Happened) режиссёра Криса Смита, показанный на Netflix, и Fyre Fraud, вышедший на платформе Hulu.
Много отсылок к событию содержит последний сезон сериала «Кремниевая долина». Также Fyre упоминается в сериале Изобретая Анну (Inventing Anna) Netflix, в частности в эпизоде 4, первого сезона.